# Films SK
Films SK, eller Films Sportklubb, är en idrottsförening från Film i Uppsala län, med en fotbolls- och en handbollssektion. Föreningen bildades av 24 idrottsentusiaster den 10 augusti 1933. Föreningen slogs 2012 samman med IFK Dannemora/Österby till Film/IFK D-Ö men återtog 2014 namnet Films SK.
Föreningen har ägnat sig åt fotboll sedan starten 1933, första deltagandet i seriespel dröjde dock till 1936. År 1947 invigdes Björkparken som sedan dess är föreningens hemmaplan. Flickor började spela i Films regi på 1960-talet. Herrlaget upplevde något av en storhetsperiod när klubben spelade i division 2 1987-1990 samt 1993, klubben konkurrerade då med Enköpings SK och Sirius om att vara Upplands främsta fotbollslag. Säsongen 2017 återfinns dock herrlaget i division 6 Uppland norra, medan damlaget spelar i division 5 Uppland norra.
Även handboll har funnits på föreningens program sedan starten - dock med skillnaden att damerna var först ut med idrotten, herrverksamheten kom igång senare. Sedan 1973 har handbollslagen sin hemmaplan i sporthallen i Österbybruk.

### Fotnoter
1. 1 2 3  http://idrottonline.se/FilmsSK/Foreningen/Historik
2. 1 2  http://www.svenskafotbollsklubbar.se/showclub.php?clubid=4586
3. ↑  http://svenskfotboll.se/cuper-och-serier/information/?feid=11385&instant=1